# Ray Barretto
Ray Barretto (Brooklyn, 1929. április 29. – Hackensack, 2006. február 17.) Grammy-díjas amerikai ütőhangszeres; zenekarvezető.

## Pályakép
A Puerto Ricó-i bevándorolt családban született zenész. Az egyik főszereplő volt a latin dzsessz kialakításában. Legnagyobb sikere az Viva Watusi! című lemeze volt, ami 1963-ban a slágerlistás helyezéseket ért el.
Zenésztársak
Max Roach, Charlie Parker, Art Blakey, Sonny Stitt, Lou Donaldson, Red Garland, Gene Ammons, Eddie „Lockjaw” Davis, Cannonball Adderley, Freddie Hubbard, Cal Tjader, Dizzy Gillespie...

## Lemezek
zenekarvezetőként
Barretto para bailar (Riverside, 1960)

Latino! (Riverside, 1962)

Charanga Moderna (Tico, 1962)

Moderna de Siempre (Tico, 1963)

On Fire Again (Encendido otra vez) (Tico, 1963)

The Big Hits Latin Style (Tico, 1963)

Guajira y guaguancó (Tico, 1964)

Viva Watusi! (United Artists, 1965)

Señor 007 (United Artists, 1966)

El Ray Criollo (United Artists, 1966)

Latino con Soul (United Artists, 1966)

Fiesta En El Barrio (United Artists, 1967)

Acid (Fania, 1968)

Hard Hands (Fania, 1968)

Together (Fania, 1969)

Head Sounds (Fania, 1969)

Barretto Power (Fania, 1970)

The Message (Fania, 1971)

From the Beginning (Fania, 1971)

Que viva la música (Fania, 1972)

Indestructible (Fania, 1973)

The Other Road (Fania, 1973)

Barretto (Fania, 1975)

Tomorrow: Barretto Live (Atlantic, 1976)

Energy to Burn (Fania, 1977)

Eye of the Beholder (Atlantic, 1977)

Can You Feel It? (Atlantic, 1978)

Gracias (Fania, 1978)

La Cuna (CTI, 1979)

Rican/Struction (Fania, 1979)

Giant Force (Fania, 1980)

Rhythm of Life (Fania, 1982)

Todo se va poder (Fania, 1984)

Aquí se puede (Fania, 1987)

Irresistible (Fania, 1989)

Handprints (Concord Picante, 1991)

Soy Dichoso (Fania, 1992)

Live in New York (Messidor, 1992)

Salsa Caliente de Nu York (Universe, 2001)

Fuerza Gigante: Live in Puerto Rico April 27, 2001 (Universe, 2004)

Standards Rican-ditioned (Zoho Music, 2006)

## Díjak
- 1990: Grammy Award for Best Tropical Latin Album
- 1999: International Latin Music Hall of Fame
- 2006: NEA[7] Jazz Masters Fellowship